# GetAmped
GetAmped（ゲットアンプド）はサイバーステップが開発したWindows、Macintosh用のオンライン3D対戦アクションゲーム。1.5～2頭身のキャラクターが格闘を繰り広げる。最大16人まで同時対戦が可能。何度もサービス開始・停止を繰り返してきたが、現在はサイバーステップが「ゲットアンプドX」でサービス運営中。主に「GA」と称される。
当初のGAはネット対戦時に課金する制度だったが、ガンホー・オンライン・エンターテイメントに運営が移管されてからは一部のアイテム購入時に課金する方式をとり、プレイ自体は無料となった。

## 沿革
2001年12月8日〜2002年1月31日にお試し版を運用。
2002年4月26日、サイバーステップによって正式サービスを開始。オフラインは無料で、オンライン対戦は有料という方式を採用。この頃はネット対戦自体が課金制だった。2年後程にサービス停止。
2004年4月27日、ガンホー・オンライン・エンターテイメントによって運営を開始。2006年1月31日に運営を停止。
2006年5月8日、サイバーステップによって「ゲットアンプドR」としてクローズドβテストを開始。
2007年2月26日、「ゲットアンプドR」正式サービス開始。
2008年10月16日、大型アップデートにより「ゲットアンプドX」と改題。現在サービス運営中。
2008年11月、「ゲットアンプド2」正式サービス開始。2020年8月27日サービス終了。
2018年12月21日、iOS・Android・Nintendo Switch向けに「ゲットアンプドモバイル」を配信開始。2019年8月29日サービス終了。

## オリジナルスキンエディットシステム
「オリジナルスキンエディットシステム」により、頭部パーツを変形させたり、頭や顔のテクスチャを編集でき、自分だけのオリジナルのキャラを作成することができる。このオリジナルスキンは配布することもでき、配布されているスキンは誰でも利用可能。（ただし、加工して使うことは不可）
スキンは最大3つまで登録することができる。4つ目から登録するときは、既存のスキンを上書きすることになる。有料のゲーム内アイテムを使うことにより、登録できるスキンの数を増やすことも可能。（最大5つまで）

## スタイル
ゲットアンプドの世界には「スタイル」と呼ばれるクラスが存在し、それぞれ、攻撃力や防御力などのパラメータや攻撃方法が異なる。
格闘家
パラメータにばらつきがない、バランスの取れたスタイル。
軍人
素手や、武器で戦うことが得意だが、移動能力が多少低いスタイル。　
スパイ
移動能力が高く武器扱いが得意だが、攻撃力と防御力が低いスタイル。
超人
圧倒的な攻撃力を持つ。その反面移動能力は軍人以上に低いスタイル。
アーマー
圧倒的な防御力を持つ。しかしその他のパラメータが低いスタイル。
エスパー
強力な魔法が使えるスタイル。しかしパラメータの値は軒並み低いスタイル。
宇宙刑事
攻撃力・移動力・防御力が軒並み高いが、その反面ジャンプ力や武器扱いが低いスタイル。
未来力士
攻撃力の高さに加え、移動能力が高いが、その反面防御力が低いスタイル。
アンドロイド
1アクションする度にMPを消費する特殊タイプ。パラメータは軒並みどれも高いスタイル。
忍者
スパイ以上の移動力を備えているが、その反面防御力が低いスタイル。
コロボックル
圧倒的な手数で戦えるが、武器扱い、またはジャンプ力が低いスタイル。
獣人（ビースト）
HPが半分以下になると強力な野獣に変身することができる特殊スタイル。
モンク
格闘家とエスパーを合わせたスタイル。気功術が得意。
ジャッジメント
超人と宇宙刑事を合わせたスタイル。氷結が得意。
剣豪
未来力士と忍者を合わせたスタイル。長いリーチで敵を斬れる。
ハーフブルート
コロボックルと獣人を合わせたスタイル。HPに関係なく、変身（覚醒）が可能。
マーシナリー
軍人とスパイを合わせたスタイル。走りながらアイテムが拾えたり、移動力がアイテムに影響されない。
ファランクス
アーマーとアンドロイドを合わせたスタイル。スーパーアーマーなどで、敵に一方的に打撃を加えることが可能。